# Matlalcueitl
Matlalcueitl, också kallad Matlalcuéyetl, Malintzin eller La Malinche, är en inaktiv vulkan i Tlaxcala och Puebla i Mexiko. Den fick sitt senaste utbrott för ungefär 3 100 år sedan.[när?] Officiellt är vulkanen 4 461 meter högt, men ibland står det att den är 4 503 meter hög (mätt med GPS). Vulkanen är den högsta toppen i Tlaxcala och den femte i Puebla. Vulkanen är också den sjätte högsta toppen i Mexiko. Matlalcueitls höjd över närliggande städer varierar från 1 908 meter över Huamantla, 2 461 meter över San Pablo del Monte, 2 221 meter över Tlaxcala och 2 299 meter över Puebla. Matlalcueitl topp ligger 22 km från Tlaxcala, 28 km från Puebla och 118 km från Mexico City. Klimatet är kallt på toppen men milt på dess sluttningar.
Tlaxcaltec-folket kallade vulkanen Matlalcuéyetl, vilket översatt betyder ungefär "kvinnan med den blå kjolen", gudinnan för regnet och sången. När området blev spanskt kallade spanjorerna vulkanen för "Malintzin" eller "Malinche" för att hedra en kvinna från där delstaten Tabasco ligger idag. Kvinnan som fick vulkanen namngiven efter sig hjälpte spanjorerna som en tolk.